# 丸山城 (因幡国高草郡)
丸山城（まるやまじょう）は、鳥取県鳥取市六反田にあった日本の城。現在では山林となっているが保存状態は良い。

## 歴史
築城年代は不明だが、室町時代末期に吉岡春斎入道（吉岡定勝の父）が築城したと伝えられている。因幡吉岡氏の初期の本拠地とされるが、小城で十分な防御が期待できないことを憂えた吉岡氏は、吉岡温泉の東に蓑上山城を築城、天正年間の初めに本拠地を移転したという。

## 構造
現在の鳥取市六反田集落の背後にある標高44m（比高40m）ほどの独立した丘陵上に存在した。小城ながら山全体に曲輪、土塁、堀を巡らせ、堅固な造りとなっている。主郭部は3つの曲輪によって形成され、周囲には無数の帯曲輪が配置されている。城の南部に5条、北西に1条の竪掘も確認される。保存状態は良く、小城ながらも見ごたえが十分にある城である。山麓では今のところ、居館跡などの遺構は確認されていないが周辺には「村土居」、「村上土居」、「村下土居」などの小字が残っている。